# El meu oncle
El meu oncle (títol original en francès: Mon oncle) és una comèdia francesa del 1958 dirigida pel cineasta Jacques Tati. La mordaç sàtira del director francès caricaturitza la moderna societat de consum, posant èmfasi a la seva banalitat manifestada sobretot per uns inútils i prescindibles estris i artefactes automàtics que, això no obstant, han esdevingut protagonistes de la quotidianitat domèstica. S'ha doblat i subtitulat al català.
L'exitosa pel·lícula de Jacques Tati va guanyar el Premi del Jurat del Festival de Canes de 1958 i posteriorment l'Oscar a la millor pel·lícula de parla no anglesa.
El títol El meu oncle fa referència a Monsier Hulot, el protagonista principal de la pel·lícula, interpretat novament per Tati després de ja haver-lo encarnat el 1953 amb Les vacances del Sr. Hulot (Les Vacances de Monsieur Hulot). Monsieur Hulot és un humil ciutadà francès que menysprea el nou estil de vida que ha envaït la França de la postguerra, amb la seva moderna arquitectura, els seus automàtics aparells domèstics i el seu tarannà consumista pregonat d'un banal i importat american-style.
Com en la majoria de les pel·lícules de Tati, El meu oncle és principalment una comèdia visual on les converses són escasses i en tot cas subordinades al soroll de l'entorn, sovint expressament exagerat per tal d'intensificar el to irònic de les escenes. La gesticulació teatral dels personatges, ajudada de jocs de llum i d'un ús especial del color, substitueix els diàlegs a penes audibles o irrellevants i és suficient per comprendre les satíriques escenes que conformen la comèdia.

## Repartiment
- Jacques Tati, Monsieur Hulot
- Jean-Pierre Zola, Monsieur Arpel
- Adrienne Servantie, Madame Arpel
- Alain Bécourt, Gérard Arpel
- Lucien Frégis, Monsieur Pichard
- Betty Schneider, Betty (filla del propietàri)
- Jean-François Martial, Walter
- Dominique Marie, veí
- Yvonne Arnaud, Georgette (minyona)
- Adelaide Danieli, Madame Pichard
- Régis Fontenay, venedor
- Claude Badolle, venedor del mercat
- Max Martel, home embriagat
- Nicolas Bataille, treballador

## Banda sonora
1. Mon oncle / Adios Mario - Franck Barcellini:[4]